# Bitwa pod Konarami
Bitwa pod Konarami – bitwa stoczona w dniach 16–23 maja 1915 roku pomiędzy wojskami austro-węgierskimi a rosyjskimi w pobliżu wsi Konary. W skład sił austro-węgierskich wchodziła I Brygada Legionów Polskich pod dowództwem brygadiera Józefa Piłsudskiego.
Boje konarskie były częścią większej operacji znanej jako bitwa pod Opatowem i Klimontowem. Ze strony austro-węgierskiej atakowała 1 Armia pod dowództwem Wiktora Dankla w składzie I i II Korpusu. Ze strony rosyjskiej walczyły XXV Korpus gen. Aleksandra Ragozy oraz XXXI Korpus gen. Pawła Miszczenki.
Bitwa z największym nasileniem toczyła się od 16 do 25 maja 1915 r. Później obydwie walczące strony przeszły do działań pozycyjnych do 23 czerwca. Linię frontu na znacznej długości stanowiła rzeka Koprzywianka.

## Działania I Brygady Legionów

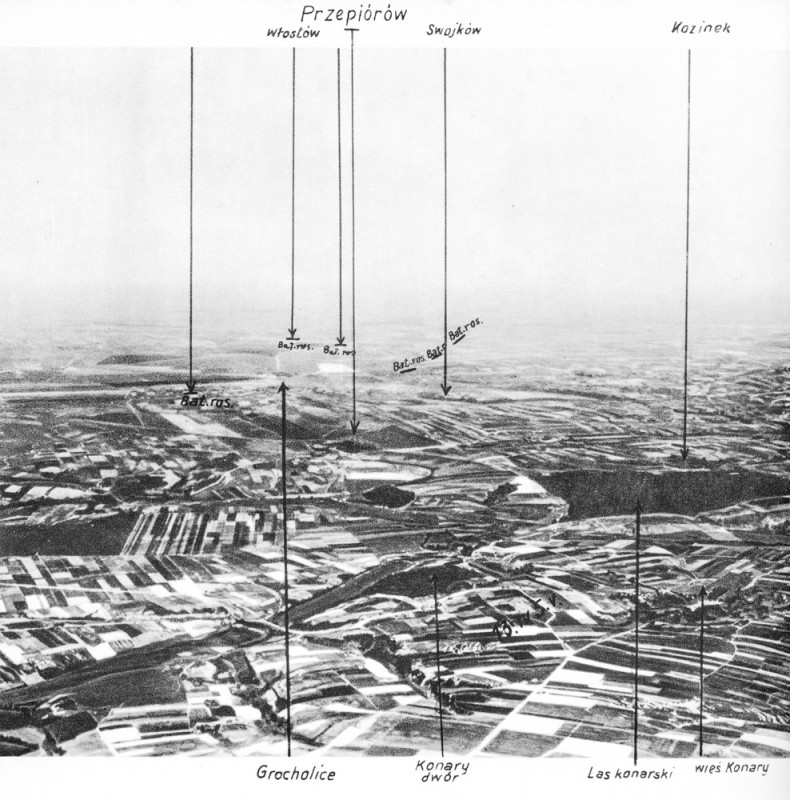
Zdjęcie z balonu (z wysokości 1350 metrów) okolic Przepiórowa, gdzie toczyły się walki I Brygady Legionów Polskich w maju 1915 r.

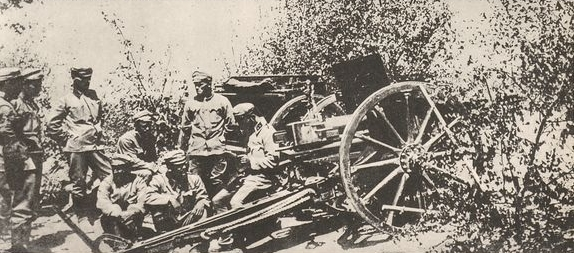
Artyleria I Brygady Legionów Polskich pod Konarami.

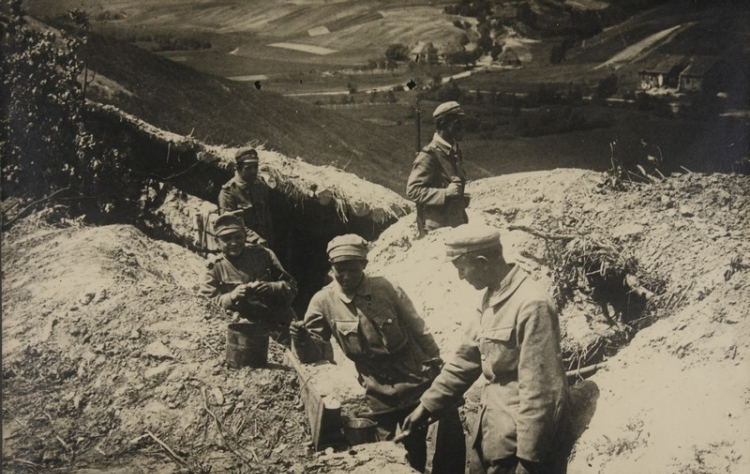
Okopy I Brygady Legionów Polskich.

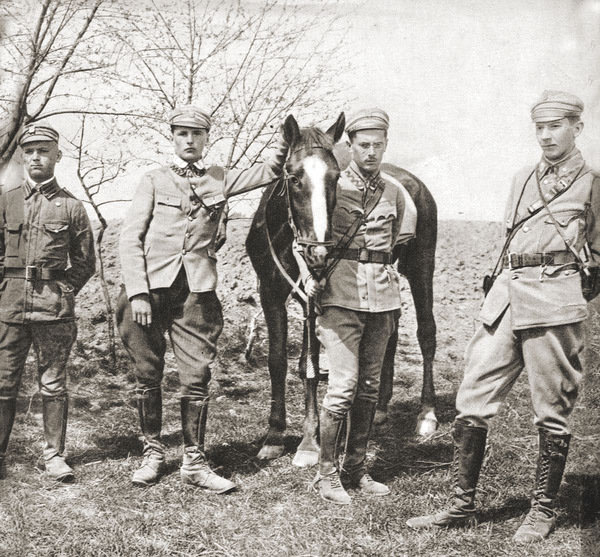
Grupa oficerów 5 pułku piechoty Legionów Polskich. Od lewej: Władysław Rusin, Stefan Rowecki, Wacław Stachiewicz, Teodor Furgalski.

I Brygada Legionów Polskich (1. Brig. d. poln. Legion) pod dowództwem brygadiera Józefa Piłsudskiego walczyła w składzie 4 Dywizji Piechoty gen. von Bellmonda w II Korpusie austro-węgierskim gen. Jana Kirchbacha. W tym czasie brygada liczyła ok. 5000 legionistów. W początkowej fazie bitwy I Brygada znajdowała się w rezerwie 4 Dywizji. W godzinach rannych 16 maja Piłsudski otrzymał rozkaz wydzielenia pułku piechoty wraz z baterią artylerii do wsparcia 99 pułku piechoty Austro-Węgier walczącego na północ od Przepiórowa. Do wykonania zadania został wyznaczony 5 pułk z 5 baterią artylerii. Pułk rozwinął się do natarcia w lesie płaczkowickim mając przed sobą rosyjską 83 Dywizję Piechoty gen. Włodzimierza Bielajewa. Pułk przy wsparciu 5 baterii artylerii przeszedł do natarcia jednym batalionem w kierunku na Garbowice, Kaczyce i Swojków, a drugim markował natarcie w kierunku na Malżyn. Do zmroku pułk podszedł pod Włostów. W tym samym czasie pierwszy pułk skoncentrował się w Pokrzywiance w oczekiwaniu na natarcie w kierunku Grabiny. 17 maja 5 pułk toczył walki na froncie od Kaczyc do wiatraka przed Garbowicami. O godz. 14.00 otrzymał rozkaz o odwrocie. W tym samym dniu dowództwo austro-węgierskie z uwagi na sytuację na różnych odcinkach frontu, podzieliło poszczególne oddziały I Brygady pomiędzy różne oddziały austro-węgierskie. IV batalion z 5 pułku został przydzielony do dywizji sąsiadującej z 4 dywizją. Batalion w dniach 18 i 19 maja walczył pod Olszownicą, a 20 i 21 pod Wszachowem. I batalion z 1 pułku walczył natomiast pod Gorzkowem w dniach 19 do 21 maja. V batalion z nieformalnego 3 pułku został przydzielony do 8 pułku piechoty austro-węgierskiej. 8 pułk składał się w większości z Czechów, którzy nie mieli serca do walki i przy każdej nadarzającej się okazji masowo poddawali się Rosjanom. V batalion został wysłany do lasu kozinkowskiego w okolicach Płaczkowic. Wczesnym rankiem 19 maja V batalion zaatakował wieś Kozinek mając przed sobą 67 Tarutyński pułk piechoty płk. Antoniego Listowskiego z 17 Dywizji Piechoty gen. Piotra Szrejdera. V batalion w trakcie ataku poniósł w ogniu rosyjskim, głównie z flanki duże straty. Ciężko ranny został dowódca batalionu kpt. Herwin-Piątek. Około południa batalion wycofał się w kierunku wzgórz przed Kozinkiem, a następnie na linię rzeki Koprzywianki. III batalion z 1 pułku do walki wkroczył również 19 maja, obsadzając pozycje w Woli Konarskiej na lewo od wzgórz kozinkowskich. Batalion o te pozycje walczył zaciekle aż do 23 maja z rosyjskim 67 pułkiem.
22 maja 1915 roku lewy patrol ubezpieczający z 4 kompanii III batalionu złożony z pięciu ludzi pod dowództwem sierżanta Stanisława Czaderskiego „Zemsta” (1895–1915) obszedł lesisty wzgórek i wpadł do parowu za pozycją przeciwnika. Sierżant Czaderski znalazł się niespodziewanie wśród tłumu Rosjan leżących tutaj w rezerwie. Bez wahania rzucił się na nich z okrzykiem „Rzućcie broń! Poddajcie się!" Oficer rosyjski porwał się, wykrzykując jakiś rozkaz, ale Czaderski dopadł go i przebił bagnetem. Wówczas przeszło stu nieprzyjaciół poddało się i pozwoliło uprowadzić w niewolę zuchwałemu patrolowi.
Za ten bohaterski czyn na polu walki odznaczony Orderem Virtuti Militari V klasy nr 7216. Poległ 1 sierpnia 1915 roku w bitwie pod Jastkowem. Spoczywa na Cmentarzu Legionistów Polskich w Jastkowie.
W dniu 23 maja batalionom I Brygady udało utworzyć się jednolitą linię obrony od Kozinka do wsi Kujawy. Tego dnia około południa do szturmu na Przepiórów i Kamieniec ruszył 2 pułk oraz I batalion z 1 pułku. Atak trwał do godziny 3 rano dnia następnego. Atakujące oddziały wzięły półtora tysiąca jeńców rosyjskich.
W dniach 24 i 25 maja nastąpił koniec obustronnych ataków. I Brygada przeszła do walk pozycyjnych utrzymując linię frontu na odcinku od Kujaw do Konar.
Oprócz wcześniej wymienionych dywizji rosyjskich, oddziały I Brygady walczyły również z oddziałami 75 Dywizji Piechoty gen. Michała Sztegelmana. W dywizji tej sformowanej w Twierdzy w Dęblinie służyło wielu poborowych z ziemi sandomierskiej.
W wyniku tej bitwy, jednej z najcięższych jakie stoczyła Brygada Piłsudskiego zginęło według różnych źródeł ok. 140 żołnierzy, kilkuset odniosło rany. Pięciu z nich, na czele z kapitanem Kazimierzem Piątkiem ps. Herwin, po odniesieniu ran przeniesiono do wojskowego lazaretu w Pęcławicach Górnych. Tu też zmarli. Zgodnie z ostatnią wolą wyrażoną w testamencie przez kpt. Herwina Piątka pochowano go wraz z pozostałymi oficerami w pobliskich Dąbkach.
Walki pod Konarami  zostały upamiętnione na Grobie Nieznanego Żołnierza w Warszawie, napisem na jednej z tablic, w okresie  II RP i po 1990 „KONARY 16-22 V 1915". Dnia 8 września 1929 roku, w obecności przezydenta RP Ignacego Mościckiego, na polu bitwy dokonano odsłonięcia pomnika ku czci legionistów poległych pod Konarami (pomnik ten został po 1939 roku zniszczony).

## Ordre de Bataille I Brygady Legionów Polskich pod Konarami

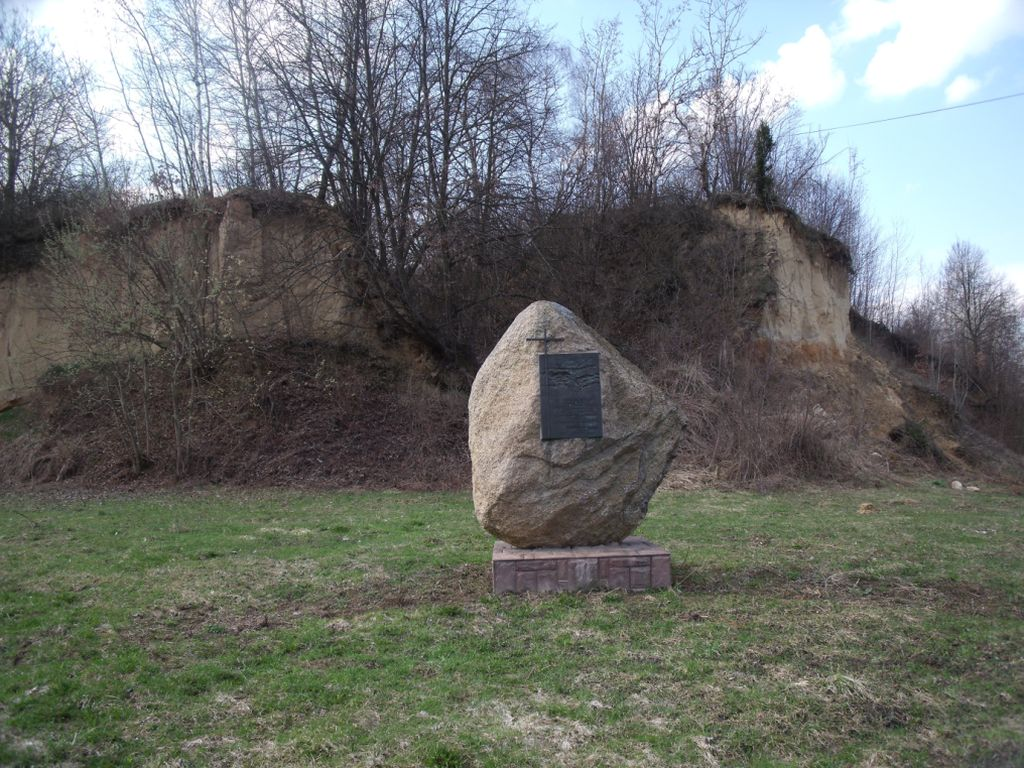
Pomnik upamiętniający bitwę pod Konarami

- dowódca I Brygady Legionów Polskich – bryg. Józef Piłsudski

- szef sztabu brygady – ppłk Kazimierz Sosnkowski

- 1 pułk piechoty – mjr Edward Rydz-Śmigły
  - I batalion
  - III batalion – kpt. Wacław Scaevola-Wieczorkiewicz
- 5 pułk piechoty (2 pułk według nieformalnej numeracji wewnętrznej) – kpt. Leon Berbecki
  - II batalion
  - IV batalion
- 3 pułk (według nieformalnej numeracji wewnętrznej) – mjr Mieczysław Ryś-Trojanowski
  - V batalion – kpt. Kazimierz Herwin-Piątek
  - VI batalion
- I dywizjon kawalerii – rtm. Władysław Belina-Prażmowski
- II dywizjon artylerii – kpt. Marceli Jastrzębiec-Śniadowski
  - 4 bateria – kpt. Władysław Jaxa-Rożen
  - 5 bateria
- kompania saperów – kpt. Mieczysław Dąbkowski
- służby brygady
- tabory – ppor. Leon Grot - Machonbaum